# Бондар Олександр Ігорович
Олекса́ндр І́горович Бо́ндар (нар. 25 жовтня 1993, Луганськ, Україна) — український і російський (з 2016 року)‎ стрибун у воду.

## Кар'єра
Олександр Бондар представляв Україну на літніх Олімпійських іграх 2012 у синхронних стрибках з 10-метрової платформи в парі з Олександром Горшковозовим.
Бондар переїхав до Росії наприкінці 2014 року, де у січні 2015 одружився з російською стрибункою у воду Катериною Федорченко. У жовтні 2015 року набув громадянства Російської Федерації. Тренерка збірної України Тамара Токмачова розцінила зміну громадянства Бондарем на російське як зраду. 
На чемпіонаті світу з водних видів спорту 2017 завоював першу медаль після зміни громадянства — срібло в парі з Віктором Мінібаєвим. З ним же у тій самій дисципліні Бондар виграв чемпіонат Європи 2018.